# The Knack
The Knack — американський музичний гурт, найбільш відомий завдяки синглу 1979 року «My Sharona».

## Історія гурту
Гурт The Knack було створено в Лос-Анджелесі в 1978 році. До складу квартету увійшли фронтмен і гітарист Даг Фігер, гітарист Бертон Аверр, бас-гітарист Прескотт Найлз та барабанщик Брюс Гері. Вони грали звичайну гітарну попмузику, далеку від хард-року або панк-року, в той час, як на світовій сцені панували диско-ритми. З 1978 по 1979 гурт виступав в клубах Каліфорнії та привернув своїми енергійними концертами увагу преси, великих лейблів та продюсерів. Вибираючи між декількома пропозиціями, The Knack підписали контракт з Capitol Records та в 1979 році випустили дебютну платівку Get the Knack. Продюсером став Майк Чепмен, колишній учасник британського глем-рокового гурту The Sweet. На відміну від інших тогочасних гуртів, які витрачали місяці та мільйони доларів на записи, The Knack записали пісні в студії за одинадцять днів, витративши всього 17 тисяч доларів, виконуючи композиції наживо. Головним синглом стала пісня «My Sharona», яка стала шалено популярною і відновила втрачений інтерес до павер-поп-музики. Всього було продано понад п'ять мільйонів примірників альбому, Get the Knack попав на вершину альбомного чарту, а в журналі Billboard «My Sharona» назвали кращим синглом 1979 року.
The Knack позиціювались як «нові The Beatles», хоча їхня музика була ближчою до The Kinks або The Who. Зокрема, на афіші світового турне музиканти виглядали, немов «бітли» з обкладинки свого першого альбому. Окрім цього, музиканти були овіяні ореолом таємничості, бо відмовлялись давати інтерв'ю. Зрештою преса та музичні оглядачі почали критикувати гурт, звинувачуючи у зловживанні образом The Beatles, а також через сексистські тексти Фігера. За рік The Knack випустили другий альбом …But the Little Girls, створений за тими ж шаблонами, що і перший. Платівку було записано за два тижні й вона відразу стала «золотою». Музиканти навіть були номіновані на премію «Греммі». Випустивши два сингли «Baby Talks Dirty» та «Can't Put A Price On Love» гурт відправився у виснажливий концертний тур, після якого навесні 1980 року пішов у тривалу відпустку.
В кінці 1981 року учасники The Knack зібрались разом та випустили третю платівку Round Trip, яку критики сприйняли більш позитивно, не в останню чергу через згоду музикантів нарешті поспілкуватись з пресою. Проте колектив проіснував недовго і після трьох тижнів гастролей, напередодні Нового Року перестав існувати. Останній концерт The Knack відбувся в грудні 1981 року в Акапулько. Даг Фігер згадував, що йому не був до вподоби успіх та увага дівчат, схожі на «бітломанію», він почав приймати наркотики та згодом це зруйнувало колектив. Фігер став продюсером Manhattan Transfer, Аверр грав в гурті Бетт Мідлер, Гері співпрацював з Бобом Діланом, а Найлз став сесійним музикантом.
В 1986 році музиканти провели низку концертів, проте не змогли записати щось нове. Лише в 1991 році колишні учасники The Knack зібрались знову, окрім Брюса Гері, якого змінив Біллі Уорд, та випустили платівку Serious Fun з синглом «Rocket of Love». В 1994 році про «My Sharona» згадали ще раз, коли пісня потрапила до саундтреку до фільму «Реальність кусається» з Вайноною Райдер. В 1997 році The Knack записали дві пісні для триб'ют-альбомів Badfinger та Брюса Спрінгстіна. Під час одного з голлівудських концертів на гурт звернув увагу президент лейблу Rhino Records Гарольд Бронсон і запропонував випустити нову платівку. Черговий альбом після возз'єднання — Zoom (1998) — записували вже за участі барабанщика Террі Боцціо. Окрім цього на Rhino вийшла збірка найкращих хітів The Knack. У 2001 році вийшла студійна платівка Normal As the Next Guy, а у 2002 році — запис студійного виступу The Knack Live From the Rock 'n' Roll Funhouse, а також нова версія Zoom з двома новими піснями — ReZoom.
У 2006 році оригінальний барабанщик The Knack Брюс Гері вмер від лімфоми. Водночас у Дага Фігера почали траплятись запаморочення на сцені, в нього знайшли ракову пухлину в мозку. Фігер намагався до останнього продовжувати виступи та помер у 2010 році.

## Учасники гурту
| Оригінальний склад - Даг Фігер — гітара, вокал - Бертон Аверр — гітара - Прескотт Найлз — бас-гітара - Брюс Гері — барабани | Інші музиканти - Біллі Уорд — барабани - Террі Боцціо — барабани - Девід Хендерсон — барабани - Пет Торпі — барабани |

## Дискографія
| Студійні альбоми - 1979 — Get the Knack - 1980 — …But the Little Girls Understand - 1981 — Round Trip - 1991 — Serious Fun - 1998 — Zoom - 2001 — Normal as the Next Guy - 2012 — Rock & Roll Is Good for You: The Fieger/Averre Demos | Концертні альбоми - 1979 — The Knack Live at Carnegie Hall - 2001 — Live from the Rock n Roll Funhouse - 2007 — World Cafe Live: The Knack in Concert - 2012 — Havin' a Rave-Up! Live in Los Angeles, 1978 Збірки - 1992 — Retrospective - 1995 — My Sharona - 1998 — Proof: The Very Best of the Knack - 1999 — The Best of the Knack: Ten Best Series |

Сингли
- 1979 — «My Sharona»
- 1979 — «Good Girls Don't»
- 1980 — «Baby Talks Dirty»
- 1980 — «Can't Put a Price on Love»
- 1981 — «Pay the Devil (Ooo, Baby, Ooo)»
- 1981 — «Boys Go Crazy»
- 1991 — «Rocket O' Love»
- 1994 — «My Sharona» — з саундтреку до фільму «Реальність кусається»
- 2004 — «My Sharona» — нова версія[5]